# Good Times Bad Times
A Good Times, Bad Times a Led Zeppelin 1969-es Led Zeppelin című, debütáló albumának nyitódala, és mint ilyen, meghatározó jelentőségű a zenekar kezdeti megítélése szempontjából.
Sok újságíró tartja a rocktörténet egyik legstílusosabb karrierinditó dalának. Jellegzetes, kemény hangzású dal, amit az album megjelenése után kislemezen is kiadtak az Egyesült Államokban március 10-én (B-oldalán a Communication Breakdownal). Nagy kislemezsikert nem ért el, a Billboard Hot 100 listán a 80. helyezés lett a legmagasabb pozíciója.

## Történet
A dal felvételeire 1968 októberében került sor a londoni Olympic Studiosban a debütáló album rögzítése során. Jimmy Page a gitárjának kimenetét egy Leslie speakeren vezette keresztül, ami létrehozta az örvénylő effektet. Page sikeres kísérletként értékelte később. Ez a fajta erősítő egy forgó „evezőt” tartalmaz, és elsősorban Hammond orgonákhoz tervezték, mindazonáltal gitároknál is lehet használni. George Harrison és Eric Clapton használták a Cream Badge című dalában, továbbá Harrison számos Beatles-felvételnél alkalmazta.
Page – aki az együttes producere is volt – a dal felvételekor a stúdióban több helyen mikrofonokat helyezett el, hogy a végeredmény az élő előadáshoz legyen hasonló. A dal ezen felül figyelemre méltó abból a szempontból, hogy John Bonham dobos sorozatban játszott 2/16 alatt dupla tripletteket. Mindezt egy lábdobon tette, mivel a két lábgépes vagy két lábdobos összeállítást egyetlenegyszer próbálta ki; ezt a technikát sok későbbi rockdobos használta, de nagyon sokan csak duplázóval vagy két lábdobbal tudták utánozni. Page szerint: „emberfeletti, amikor rájössz, hogy ő nem két lábdobbal játszik. Az emberek ekkor kezdték igazán megérteni, mi is tette őt olyan különlegessé.” Jones szerint ebben a számban van az egyik legnehezebb basszusfutam, amit valaha írt.
A szám szaggatott gitárakkordokkal és dinamikus dobbetétekkel veszi kezdetét. A szám egésze a gitár és a dob összjátékára épít, amely során bőven van lehetőségük az ötletek kidolgozására. Az énekszólam dallama ereszkedő, amit a határozott és élénk riff kiemel. A gitárjáték hasonló azokhoz a riffekhez, amelyeket korábban gyakran lehetett hallani Jeff Beck-től a Yardbirds felvételeken. A dal szakaszokra osztható, amelyeket a gitárszólók, a dobbetétek, vagy a szöveg valamelyik versszaka választ el egymástól. Ezek a kiállások és szünetek megteremtik a dal izgalmas feszültségét, és a későbbiekben a zenekar védjegyszerű megoldásai lettek. A nagyobb hatás elérése érdekében Robert Plant énekhangját megduplázták, amely nem volt szokatlan ebben a korszakban. Az énekes megkapja a bizalmat a zenekar részéről, mivel a verzék alatt csak a dob-basszus kíséretet, és a döfködő girárriffet hallani, nagyrészt szabadon és magára hagyva Plant énektémáit. A dalban két kíséret nélküli basszuskiállás, és két gitárszóló is helyet kapott. Page szólói gyors futamokból épülnel fel, és mindkettőt az akkoriban újszerű hangzás jellemzi. A természetes befejezés kidolgozottsága helyett, a dal lekeveréssel ér véget.
Ritkán játszották élőben, első alkalommal csak 1969. október 10-én, Párizsban adták elő koncerten, ekkor sem a teljes számot, csak az intróját, és nem vált gyakorivá a műsorban. Néhány koncert kivétel 1969-ben, ekkoriban a Communication Breakdownba való bevezetésként használták. Továbbá majdnem teljes hosszában szerepelt a Communication Breakdown egyvelegében az 1970. szeptember 4-i LA Forumban adott előadáson (ahogy a Live on Blueberry Hill című kalózfelvételen is hallható), és több 1971-es Whole Lotta Love-egyvelegben is elhangzott. Ez volt a Led Zeppelin 2007. december 10-én megtartott emlékkoncertjének nyitódala. Az 1969. október 10-én Párizsban rögzített felvétel az iTunes-on keresztül hivatalosan is beszerezhető lett 2014. április 15-én.

## Utóélet
Keith Shadwick a Led Zeppelin The Story of a band and their music, 1968-1980 című könyv szerzője erőteljes dalként jellemezte, amelyben „megvan a hangzás megkapó mélysége, emellett markáns vonások garmadáját vonultatja fel. Egy új, másfajta zenekar beharangozása, de azt is megmutatja, milyen előzményei vannak a Led Zeppelin munkamódszereinek.” Andy Greene 2016-ban a Rolling Stone újbóli értékelésében szintén dicsérő szavakkal illette a számot. Kiemelte Page fenyegető gitárjátékát, Bonham erőteljes dobolását, valamint Plant a „férfiasság veszélyeiről” szóló sorait, és hozzátette hogy a hard rock már soha nem lesz ugyanilyen. Megjelenésekor azonban, az albumhoz hasonlóan negatív kritikákat is kapott. A Rolling Stone 1969. március 15-i számában John Mendelson azt írta róla, hogy ideális lenne egy Yardbirds kislemez B oldalára.
A Good Times Bad Timest több előadó is feldolgozta az elmúlt évtizedekben. A Cracker nevű alternatív rockegyüttes az 1995-ös Encomium című Led Zeppelin tribute albumon dolgozta fel a dalt.  A Nuclear Assault nevű thrash metal együttes 1988-as Survive című albumára készített feldolgozást. A Dread Zeppelin, Carl Weathersby, a The Section instrumentális rockegyüttes, az Axxis, Tracy G, John Craigie, Eric Bloom szintén feldolgozta, a Phish pedig a koncertjein rendszeresen előadta a dalt. A legismertebb újraértelmezés azonban minden bizonnyal a Godsmack verziójához köthető, akik 2007-ben dolgozták fel akkor kiadott válogatásalbumukra, a Good Times, Bad Times… Ten Years of Godsmackre. A szám mérsékelt rádiós játszást kapott az amerikai rock-állomásokon, valamint élő felvételekkel kiegészített videoklippet is forgatott hozzá a zenekar. Az AC/DC egykori ritmusgitárosának Malcolm Youngnak ez a dal volt a kedvence az első albumról, mivel inspirációt jelentett neki, hogyan építse fel a számait húzós gitártémákkal.
A Good Times Bad Times felcsendült a 2010-es The Fighter, valamint a 2013-as Amerikai botrány című filmekben. Ez volt az egyik olyan ritka eset, hogy a Led Zeppelin egyik dalát egy filmben használják fel. Mindkettő filmet David O. Russell rendezte.

## Elismerések
| Kiadás                          | Ország | Listák                                              | Év   | Helyezés |
| ------------------------------- | ------ | --------------------------------------------------- | ---- | -------- |
| Blender                         | USA    | Az 1001 legjobb dal                                 | 2003 | *        |
| DigitalDreamDoor                | USA    | A 100 legjobb debütáló szingle                      | 2005 | 73       |
| DigitalDreamDoor                | USA    | 1969 100 legjobb felvétele                          | 2007 | 56       |
| Bruce Pollock                   | USA    | Az 1944-2000 közötti időszak 7500 legfontosabb dala | 2005 | 81       |
| Gilles Verlant és Thomas Caussé | USA    | 3000 Rockklasszikus                                 | 2009 |          |

## Kiadásai
1969 7" single (UK: Atlantic 584269, USA / Új-Zéland: Atlantic 45-2613, Ausztrália: Atlantic AK 2914, Kanada: Atlantic AT 2613X, Franciaország: Atlantic 650 153, Németország: Atlantic ATL 70369, Görögország: Atlantic 255 002, Olaszország: Atlantic ATL NP 03117, Japán: Nihon Gramophone DT-1105, Fülöp-szigetek: Atlantic 45-3734, Svédország: Atlantic ATL 70.369)
- A. "Good Times Bad Times" (Bonham, Jones, Page) 2:47
- B. "Communication Breakdown" (Page, Plant) 2:28

1969 7" single (South Africa: Atlantic ATS410)
- A. "Good Times Bad Times" (Bonham, Jones, Page) 2:47
- B. "Black Mountain Side" (Page) 2:12

1969 7" EP (Mexico: Atlantic EPA 1577)
- A1. "Good Times Bad Times" (Bonham, Jones, Page) 2:47
- A2. "Communication Breakdown" (Page, Plant) 2:28
- B.  "Dazed and Confused" (Page) 6:26

1972 7" EP (Argentina: Music Hall 186)
- A1. "Good Times Bad Times" (Bonham, Jones, Page) 2:47
- A2. "Communication Breakdown" (Page, Plant) 2:28
- B1. "Roundabout"* (Anderson, Howe) 3:27
- B2. "Long Distance Runaround"* (Anderson) 3:30

## Helyezései
| 1969                         | Helyezés |
| ---------------------------- | -------- |
| Canadian RPM Top 100 Chart   | 64       |
| U.S. Billboard Hot 100       | 80       |
| US Cash Box Top 100          | 66       |
| US Record World 100 Top Pops | 65       |
| Japanese Singles Chart       | 84       |
| Dutch Singles Chart          | 17       |

## Változatok
| - 1988: Nuclear Assault (Survive) - 1989: The Dalai Lamas (The Song Retains the Name) - 1993: Dread Zeppelin (Hot & Spicy Beanburger) - 1995: Cracker (Encomium: A Tribute to Led Zeppelin) - 1998: Candlebox (Live In Boston: Mama Kins bootleg felvétel) - 1999: Carl Weathersby (Whole Lotta Blues: Songs of Led Zeppelin) - 2000: Billy Joel (Brief élő feldolgozás) - 2002: Axxis (The Music Remains the Same: A Tribute to Led Zeppelin) - 2002: The Section (The String Quartet Tribute to Led Zeppelin) - 2002: Bug Funny Foundation (The Electronic Tribute to Led Zeppelin) | - 2003: Phish (Live Phish Volume 20 [felvétel:1994. december 29.]) - 2004: Joe Lesté (Stairway to Rock: (Not Just) a Led Zeppelin Tribute) - 2004: Robert Randolph and the Family Band (Bonnaroo: That Tent bootleg felvétel) - 2005: Tracy G (Hip Hop Tribute to Led Zeppelin) - 2006: Studio 99 (Led Zeppelin: A Tribute) - 2006: Bustle In Your Hedgerow (Live at Abbey Pub, 8.6.06) - 2008: Eric Bloom (Led Box: The Ultimate Led Zeppelin Tribute) - 2009: The Opposables (The Hideout 5/23/09) - 2009: Ben Harper and Relentless 7 (kiadatlan, koncerten játszották el) - 2009: Root Mean Square (kiadatlan) |

## Közreműködők
- Jimmy Page – gitár
- Robert Plant – ének
- John Paul Jones – basszusgitár
- John Bonham – dobok

## Bibliográfia
- Led Zeppelin: Dazed and Confused: The Stories Behind Every Song, by Chris Welch, ISBN 1-56025-818-7
- The Complete Guide to the Music of Led Zeppelin, by Dave Lewis, ISBN 0-7119-3528-9
- Lewis, Dave. Led Zeppelin: The Complete Guide to Their Music. London: Omnibus Press (2010). ISBN 978-0857121356